# Académie d'Arcadie
Pour les articles homonymes, voir Arcadie (homonymie).
L’Académie d’Arcadie ou « Académie des Arcades de Rome », en italien : Accademia dell’Arcadia, fut fondée à Rome le 5 octobre 1690 par des poètes qui avaient appartenu à l’entourage de la reine Christine de Suède.

## Origine
Les usages de l’Académie d’Arcadie, rameau détaché de l’ancienne Académie des Humoristes, dont les fondateurs furent Crescimbeni et le jurisconsulte Gravina qui en rédigea les règlements, étaient imprégnés par la culture et la mythologie de la Grèce antique : chacun de ses membres, hommes ou femmes, inscrits sous un pseudonyme « pastoral » tiré de cette tradition grecque, devaient imiter dans leurs mœurs et par l’esprit de leurs œuvres littéraires la simplicité et le bon goût supposé des anciens habitants de l’Arcadie. Ce nom fait référence à l’Arcadia (1501), roman pastoral en prose et en vers de Jacopo Sannazaro et à la région grecque homonyme du Péloponnèse à laquelle étaient associés une image paisible et rurale, un caractère bucolique datant de la poésie grecque et latine.

## Histoire
Au XVIIe siècle, fleurissent des Académies. En Italie d’abord puis partout en Europe. À côté de ces académies privées, se créent en France des Académies officielles qui rassemblent des savants et des experts choisis par le Roi. Eux seuls sont ainsi « habilités » à discuter solennellement des sujets de leur spécialité. Aussi naissent l’Académie des Arts, l’Académie des Sciences, l’Académie de Médecine, sous l’égide de personnalités ayant reçu le Privilège royal. En marge de ces lieux de débats officiels, les Arcadies se créent et, s’appuyant sur l’idéal démocratique des Anciens, proposent à tous les citoyens sans distinction de débattre des sujets jusqu’alors disputés dans les cercles privilégiés. Les Arcadiens voulurent, en conséquence, d’abord n’avoir ni protecteur ni même de président, et l’Enfant Jésus fut proclamé le seul chef de la petite république lettrée dont les réunions avaient lieu sept fois par an dans un jardin.

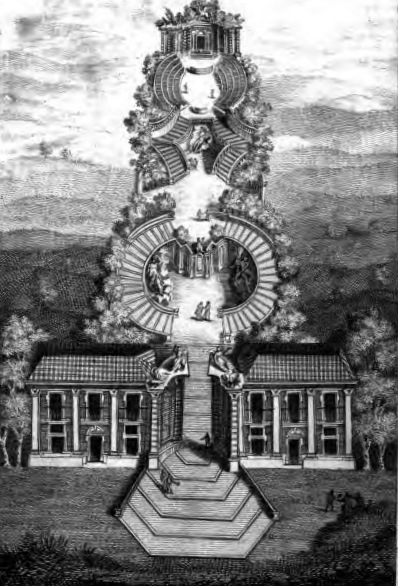
Le siège de l’Académie d’Arcadie. Plan de Bosco Parrasio.

Dès l’année 1726, l’Académie tint séance tous les jeudis, en été, sur le mont Janicule, dans un bois de lauriers et de myrtes, qui fut appelé bois de Parrhasius ; et en hiver dans le Serbatajo (salle des archives et des portraits des membres les plus illustres). Lors de la création de l’Académie, la reine Christine prêta pour les principales réunions le palais Corsini, où elle habitait. Depuis, les séances solennelles eurent lieu au Capitole. Parmi les modifications apportées aux règlements primitifs, il y eut l’élection d’un président, renouvelée tous les quatre ans, les Arcades comptant par olympiades.

## Actions
Le Giornale arcadico, bulletin de la Société, est publié mensuellement. La rivalité de Gravina et de Crescimbeni troubla les premiers temps de l’Académie des Arcades jusqu’à ce que ce dernier l’emporte. S’il ne fit pas un emploi intelligent de son influence, il travailla toutefois ardemment à la célébrité de ses associés et publia leurs œuvres et leurs biographies. Le nombre des Arcadiens fut bientôt fort élevé : dix ans après sa fondation, l’Académie comptait six cents membres et avait dans les villes d’Italie de nombreuses colonies en correspondance avec elle.
Cette association littéraire, créée dans le but de réagir contre l’école poétique du cavalier Marini et de ramener la langue à une élégante simplicité, prit d’abord pour modèles Théocrite, Virgile et Sannazaro. Plus tard, la défaite des marinistes amena la division de ses vainqueurs, qui formèrent deux écoles : l’une fidèle aux premiers maîtres choisis, l’autre qui revint à la pastorale renouvelée par le Tasse et Guarini.
Les Arcadies se sont également exportées en France, mais le régime royal étant plus sévère, elles durent être publiquement moins présentes.
La tradition arcadienne fut ainsi reprise durant la Renaissance par de nombreux auteurs dans des domaines très variés (arts, société, etc.).

## Membres de l'Académie

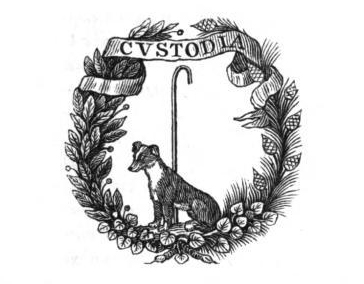
Armes des gardiens de l’Académie d'Arcadie.

### Compositeurs et musiciens
Les pseudonymes « pastoraux » apparaissent entre parenthèses.
- Arcangelo Corelli (Arcomelo Erimanteo)
- Francesco Gasparini (Anfriso Petronio)
- Benedetto Giacomo Marcello (Driante Sacreo)
- Alessandro Marcello (Eterio Stinfalico)
- Bernardo Pasquini (Protico Azetiano)
- Alessandro Scarlatti (Terpandro Politeio, 1706)
- Giuseppe Valentini (Euginaspe Leupinto)

### Écrivains et poètes (par ordre alphabétique)
- Antonio Filippo Adami
- Leonardo Adami (Philocles Æpeus)
- Lodovico Adimari  (Termisto Marateo)
- Giuseppe Alaleona (Rosindo Lisiade)
- Vittorio Alfieri (Filacrio Eratrastico)
- Giovanni Cristofano Amaduzzi (Biante Didimeo)
- Niccolò Amenta (Pisandro Antiniano)
- Carlo d'Aquino (Alcone Sirio)
- Filippo Argelati (Dioneo Termeonio)
- Étienne-Évode Assemani (Libanio Biblio)
- Fulvio Astalli (Alasto Liconeo)
- Giovanni Antonio Astori (Demade Olimpico)
- Domenico Aulisio (Timbrio Filippeo)
- Vincenzo Auria (Imante Tegeatico)
- Benedetto Averani (Corileo Nassio)
- Benedetto Bacchini (Ereno Panormio)
- Giorgio Baglivi (Epidauro Pirgense)
- Giovanni Francesco Giuseppe Bagnolo (Amelindo Permessidense)
- Giovanni Francesco Baldini (Brennalio Reteo)
- Elena Balletti (Mirtinda Parasside)
- Teresa Bandettini (Amarilli Etrusca)
- Angelo Maria Bandini (Melisio Tritonio)
- Giuseppa Eleonora Barbapiccola (Mirista Acmena)
- Domenico Bartoli (Bachillide Schenuntino)
- Laura Bassi (Laurinda Olimpiache)
- Jacopo Belgrado (Damageto Crispeo)
- Lorenzo Bellini (Ofelte Nedeo)
- Cornelio Bentivoglio (Entello Epiano)
- Luisa Bergalli (Irminda Partenide)
- Pietro Antonio Bernardoni (Cromiro Dianio)
- Alessandro Pompeo Berti (Nicasio Poriniano)
- Giambattista Bodoni (Alcippo Perseio)
- Alessandro Borghi (Dalete Carnasio)
- Maria Selvaggia Borghini (Filotima Innia)
- Orazio Borgondio (Achemenide Megalopolitano)
- Roger Joseph Boscovich (Numenius Anigreus)
- Alessandro Botta Adorno (Mirindo Erineo)
- Giovanni Battista Brancadori Perini (Aurindo Buraico)
- Antonio Bresciani (Tionide Nemesiano)
- Appiano Buonafede (Agatopisto Cromaziano)
- Filippo Buonarroti (Lico Mantineo)
- Giuseppe Maria Buondelmonti (Dafninto Molossideo)
- Giulio Bussi (Tirinto Trofeio)
- Ranieri de' Calzabigi  (Liburno Drepanio)
- Tommaso Campailla (Andremone)
- Francesco Maria de' Conti di Campello (Logisto Nemeo)
- Francesco Cancellieri (Alicanto Nassio)
- Carlo Sigismondo Capece (Metisto Olbiano)
- Gennaro Antonio Cappellari (Tyrrhenus Lecheaticus)
- Orazio Antonio Cappelli (Euchire Ercolanense)
- Francesco Maria Carafa (Nicandro Tueboate)
- Giuseppe Carpani (Tirro Creopolita)
- Giovanni Bartolomeo Casaregi (Eritro Faresio)
- Giovambattista Casotti (Dalisto Narceate)
- Giovanni Antonio Cassitto (Cromo Saturniale)
- Melchiorre Cesarotti (Meronte Larisseo)
- Tommaso Ceva  (Callimaco Neridio)
- Domenico Chelucci (Trinuro Naviano)
- Pietro Chiari (Egerindo Criptonide)
- Giovanni Ciampini (Immone Oeio)
- Giovanni Antonio Ciantar (Tagindo Ionide)
- Marie Louise Cicci (Erminia Tindaride)
- Agostino Coltellini (Alcino Tipaniese)
- Contuccio Contucci (Lireno Bolejo)
- Giulio Cesare Cordara (Panemo Cisseo)
- Giovanni Battista Corniani (Leuconte Ditteo)
- Pier Marcellino Corradini (Filotimo Trochio)
- Giovanni Battista Cotta (Estrio Cauntino)
- Giovanni Mario Crescimbeni (Alfesibeo Cario)
- Raimondo Cunich (Perelao Megaride)
- Lorenzo da Ponte (Lesbonico Pegasio)
- Marie-Antoinette de Bavière (Ermelinda Talea)
- Filippo Maria De Monti (Orisbo Boreatico)
- Marco Antonio de' Mozzi (Darisco Gortinio)
- Marc-Antoine Descamps (Tigréno Palladriano)
- Bartolomeo Dotti  (Viburno Megario)
- Matteo Egizio (Timaste Pisandeo)
- Giuseppe Ercolani (Neralco Castrimeniano)
- Antonio Evangeli (Clonesio Erasineo)
- Antonio Eximeno (Aristosseno Megareo)
- Raffaello Fabretti (Iasiteo Nafilio)
- Angelo Fabroni (Finarbo Euroteo)
- Giovanni Battista Fagiuoli (Sargonte Neteadide)
- Giulio Fagnano (Floristo Gnausonio)
- Giovanni Fantoni (Labindo Arsinoetico)
- Leandro Fernández de Moratín (Inarco Celenio)
- Vincenzo da Filicaia (Polibo Emonio)
- Ludovico Flangini Giovanelli (Agamiro Pelopideo)
- Albert François Floncel (Flangone Itomense)
- Francesco Florio (Poliandro Ecalio)
- Pier Francesco Foggini (Cleonda Dirrachiense)
- Niccolò Forteguerri (Nidalmo Tiseo)
- Carlo Innocenzo Frugoni (Comante Eginetico)
- Giuseppe Alessandro Furietti (Entesto Calameo)
- Aurora Sanseverino Gaetani (Lucinda Coritesia)
- Marco Faustino Gagliuffi (Chelinto Epirotico)
- Niccolò Galeotti (Alfeo Parrasiano)
- Giuseppe Malatesta Garuffi (Agamede Sciatio)
- Ferdinando Antonio Ghedini (Idaste Pauntino)
- Michelangelo Giacomelli (Dorilo Caradreo)
- Basilio Giannelli (Cromeno Tegeatico)
- Francesco Gianni (Tirteo Megarese)
- Girolamo Gigli (Amaranto Sciaditico)
- Vitale Giordano (Serrano Condileo)
- Agostino Antonio Giorgi (Timagora Adramiteno)
- Johann Wolfgang von Goethe (Megalio Melpomenio)
- Carlo Goldoni (Polisseno Fegejo)
- Ottavio Gonzaga (Aulideno Melichio)
- Antonio Maria Grandi (Eucritio Caristio)
- Giovanni Granelli (Greniso Paronatide)
- Giovanni Vincenzo Gravina (fondateur)
- Giovanni Greppi (Florimondo Ermione)
- Clelia Grillo Borromeo (Aspasia Tentidia)
- Alexandre Balthazar Laurent Grimod de La Reynière
- Francesco Gritti (Melisso Cipridio)
- Mario Guarnacci (Zelalgo Arassiano)
- Giovanni Guasco (Matildo Stinfelio)
- Laurent Guazzesi (Lisiembo Cristoniano)
- Carlo Alessandro Guidi (Erilo Cleoneo)
- Aimé Guillon (Cherefonte Diopeo)
- Pierre d'Hesmivy D'Auribeau (Vatindo Cidonio)
- François Jacquier (Diofanto Amicleo)
- Carlo Labruzzi (Antifilo Naucrazio)
- Luigi Lamberti (Musonio Filagense)
- Giovanni Maria Lancisi (Ersilio Macariano)
- Luigi Lanzi (Argilio Celerio)
- Giovanni Francesco Lazzarelli (Altemone Sepiate)
- Domenico Lazzarini (Felicio Orcomeniano)
- Francesco de Lemene (Arezio Gateatico)
- Vincenzio Leonio (Uranio Tegeo)
- Girolamo Lombardi (Rambildo Ippocrenio)
- Giovanni Vincenzo Lucchesini (Timene Alcimedonzio)
- Scipione Maffei (Orillo Brenteatico)
- Lorenzo Magalotti (Lindoro Elateo)
- Carlo Maria Maggi (Nicio Meneladio)
- Antonio Magliabechi (Diotimo Oeio)
- Charles Thomas Maillard de Tournon (Idalgo Erasinio)
- Marcello Malpighi (Therone Philacio)
- Prospero Valeriano Manara (Tamarisco Alagonio)
- Prospero Mandosio (Plonico Alfeiano)
- Eustachio Manfredi (Aci Delpusiano)
- Domenico Maria Manni (Tubalco Panichio)
- Giovanni Domenico Mansi (Cleoptolemo Artaclio)
- Faustina Maratti (Aglauro Cidonia)
- Alessandro Marchetti (Alterio Eleo)
- Pier Jacopo Martello (Mirtilo Dianidio)
- Manuel Martí (Eumelo Olenio)
- Francesco Marucelli (Cleodamo Tiunteo)
- Loreto Mattei (Laurindo Acidonio)
- Angelo Mazza (Armonide Elideo)
- Diamante Medaglia Faini (Nisea Corcirense)
- Benedetto Menzini (Euganio Libade)
- Pietro Metastasio  (Artino Corasio)
- Lodovico Pico della Mirandola (Aurasco Pamisiano)
- Antonio Mongitore (Lipario Triziano)
- Giovanni Andrea Moniglia (Nardilo Azonio)
- Vincenzo Monti (Autonide Saturniano)
- Maria Maddalena Morelli (Corilla Olimpica)
- Luigi Mozzi (Ditalbo Tespiaco)
- Girolamo Murari dalla Corte (Rovildo Alfeonio)
- Ludovico Antonio Muratori (Leucoto Gateate)
- Pietro Napoli Signorelli (Clitarco Efesio)
- Alfonso Niccolai (Saliceste Telpusiano)
- Enrico Noris (Eucrate Agoretico)
- Luigi Omodei (Doralgo Euritidio)
- Giovan Gioseffo Felice Orsi (Alarco Erinnidio)
- Antonio Ottoboni (Eneto Ereo)
- Pietro Ottoboni (Crateo Ericinio)
- Luca Antonio Pagnini (Eritisco Pilenejo)
- Rannuzio Pallavicino (Asterio Sireo)
- Stefano Benedetto Pallavicino (Erifilo Criuntino)
- Sebastiano Paoli (Tedalgo Penejo)
- Giuseppe Paolucci (Alessi Cillenio)
- Pietro Pariati (Clealbo Mirtilio)
- Giuseppe Parini (Darisbo Elidonio)
- Giovanni Battista Passeri (Feralbo)
- Giovanni Vincenzo Patuzzi (Eusebio Eraniste)
- Bernardino Perfetti (Alauro Euroteo)
- Giuseppe Petrosellini (Enisildo Prosindio
- Giovanni Pindemonte (Eschilo Acanzio)
- Ippolito Pindemonte (Polidete Melpomenio)
- Giovanni Battista Piranesi (Salcindio Tiseio)
- Gioacchino Pizzi (Nivildo Amarinzio)
- Gaetano Polidori (Fileremo Etrusco)
- Francesco Saverio Quadrio (Ornisco Ippocreneo)
- Stefano Raffei (Flavinto Lamsaceno)
- Luigi Raineri Biscia (Arnerio Laurisseo)
- Bernardino Ramazzini (Licoro Langiano)
- Francesco Redi (Anicio Traustio)
- Dominique Roland-Gosselin (Parete Alfeo)
- Paolo Antonio Rolli (Eulibio Brentiatico)
- Andrea Rubbi (Florideno Acrocorinto)
- Pellegrino Salandri (Alceste Priamideo)
- Diodata Saluzzo Roero (Glaucilla Eurotea)
- Anton Maria Salvini (Aristeo Cratio)
- Salvino Salvini (Criseno Elissoneo)
- Luigi Bernardo Salvoni (Nisalvo Euritense)
- Dionisio Andrea Sancassani (Olpio Acheruntino)
- Alessandro Sappa de' Milanesi (Eumaro Marateo)
- Ludovico Savioli (Lavisio Eginetico)
- Maria Antonia Scalera-Stellini (Aricia Guateaide)
- Paolina Secco Suardo (Lesbia Cidonia)
- Pierantonio Serassi (Desippo Focense)
- Lodovico Sergardi (Licone Trachio)
- Luca Serianni (Verbindio Climenio)
- Tommaso Sgricci (Terpandro Lesbio)
- Manuel Silvela (Logisto Cario)
- Camillo Silvestri (Numeno Acacesiate)
- Nicola Spedalieri (Melanzio Alcioneo)
- Agostino Spinola (Almaspe Steniclerio)
- Silvio Stampiglia (Palemone Licurio)
- Fortunata Sulgher (Temira Parasside)
- Clotilde Tambroni (Doriclea Sidonia)
- Girolamo Ticciati (Lesbio Isidio)
- Fedele Tirrito (Clorindo Eliniano)
- Francesco Trevisani, peintre, mais aussi poète fut admis officiellement à l'Académie en 1712[2].
- Tommaso Valperga di Caluso (Euforbo Melesigenio)
- Alfonso Varano (Odinto Olimpico)
- Giuseppe Vernazza (Iblesio Nafilio)
- Alessandro Verri (Aristandro Pentelico)
- Giambattista Vico (Laufilo Terio)
- Giovanni Vignoli (Alburnio Ripeo)
- Giovanni Antonio Volpi (Ulipio Grinejo)
- Lorenzo Alessandro Zaccagni (Procippo Esculapiano)
- Francesco Antonio Zaccaria (Claristo-Sycionio)
- Bernardo Zamagna (Triphylius Cephisius)
- Camillo Zampieri (Alceta Eseno)
- Ercole Maria Zanotti (Onemio Dianio)
- Francesco Maria Zanotti (Orito Piliaco)
- Giampietro Zanotti (Trisalgo Larisseate)
- Giambattista Felice Zappi (Tirsi Leucasio)
- Apostolo Zeno (Emaro Simbolio)
- Pier Caterino Zeno (Caunio Straziano)